# St. Thaddäus (Augsburg-Kriegshaber)

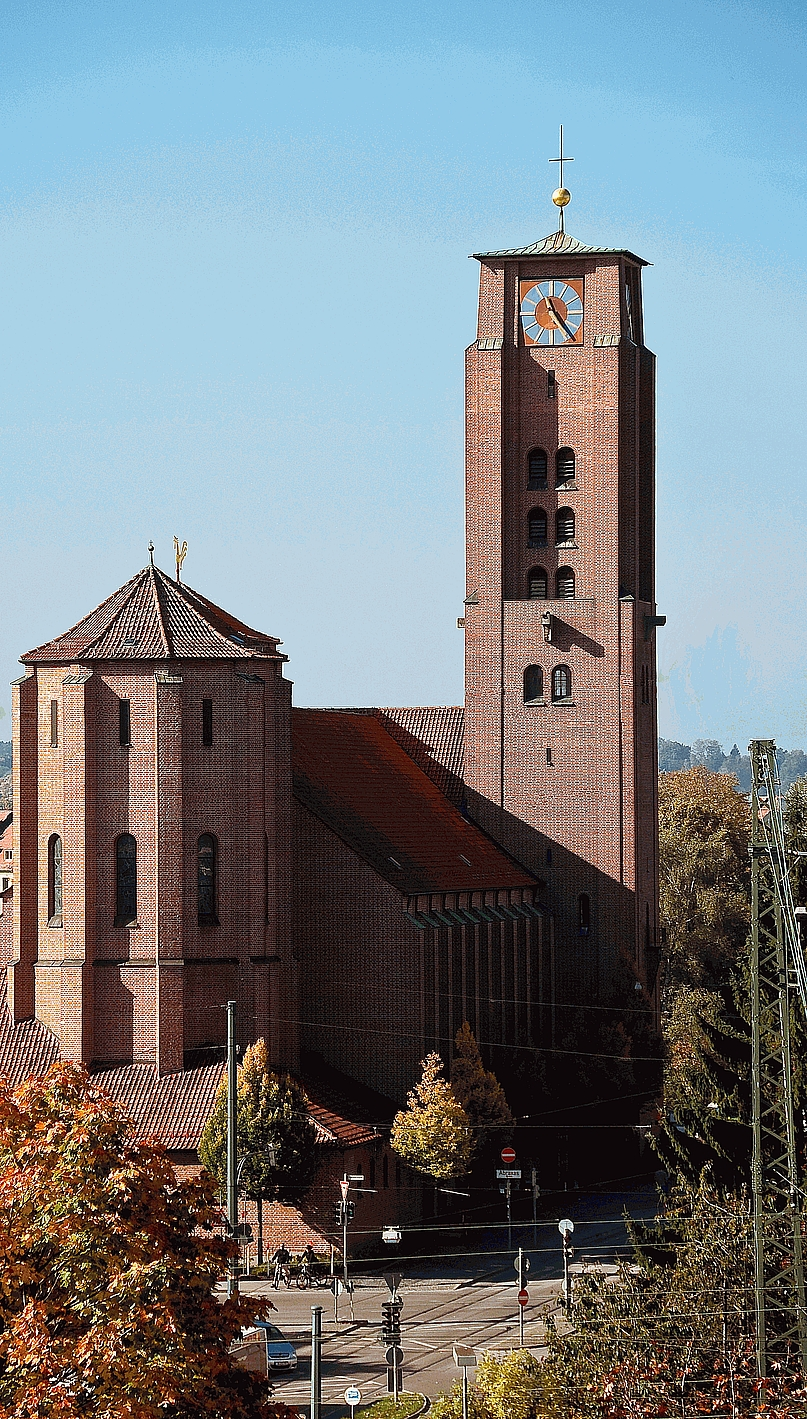
St. Thaddäus in Augsburg-Kriegshaber

St. Thaddäus ist eine römisch-katholische Pfarrkirche im Augsburger Stadtteil Kriegshaber und befindet sich an der Einmündung der Reinöhlstraße in die Ulmer Straße unweit des Bahnhofs Augsburg-Oberhausen. Sie wurde zwischen 1939 und 1954 im Stil der Neuen Sachlichkeit nach den Plänen des Architekten Thomas Wechs im damals noch neuen Teil von Kriegshaber erbaut und ist zusammen mit dem nebenstehenden Pfarrhaus als Baudenkmal in der Bayerischen Denkmalliste eingetragen.
Die Kirche gehört zum Dekanat Augsburg II des Bistums Augsburg und bildet seit dem Jahr 2005 zusammen mit der Kirche Heiligste Dreifaltigkeit die Pfarreiengemeinschaft Augsburg-Kriegshaber.

## Geschichte

### Anfänge und Notkirche (1918–1938)
Im Jahr 1918 führten zwei größere Spenden zur Idee einer neuen Kirche im Osten von Kriegshaber. Auf dieser Grundlage kam es 1919 zur Gründung einer Kirchenstiftung, die noch im selben Jahr ein Baugrundstück im Galgental (am südlichen Ende der heutigen Reinöhlstraße) erwarb. Das Projekt geriet jedoch zunächst in Vergessenheit und wurde erst 1932 wieder aufgegriffen, als aufgrund der wachsenden Zahl von Menschen im Neukriegshaber – inzwischen lebten dort etwa 1200 Gläubige – ein Kirchenbauverein ins Leben gerufen wurde.
1935 pachtete die Kirchengemeinde ein Grundstück an der Tunnelstraße für eine Notkirche. Ein Jahr später trat Stadtkaplan Alois Vogg als erster Seelsorger der neuen Gemeinde sein Amt an. Sie war als Expositur von St. Ulrich und Afra eingerichtet. Ebenfalls 1936 wurde schließlich eine hölzerne Notkirche mit kleinem Glockentürmchen aufgestellt und nach der Weihe der erste Gottesdienst gefeiert. Bei diesem Bau handelte es sich um die Notkirche von St. Martin, die von Oberhausen nach Kriegshaber überführt wurde. Im gleichen Jahr erhielt St. Thaddäus den Status einer selbstständigen Seelsorgegemeinde.
Da der ursprüngliche Bauplatz von 1919 nun zu weit von der neuen Bebauung entfernt lag, erwarb die Kirchengemeinde 1937 ein Grundstück an der Ulmer Straße. Wenig später wurde für diesen Bauplatz ein Architektenwettbewerb ausgeschrieben, den Thomas Wechs für sich entschied und daraufhin den Auftrag zum Bau der Kirche erhielt. Aufgrund der kriegsbedingten Rohstoffknappheit musste Wechs bei seinen Planungen auf Stahl verzichten, da dieser vorrangig für die Rüstungsindustrie benötigt wurde.

### Kirchenbau und Kriegszeit (1939–1945)
Der Kirchenbau startete am 8. März 1939. Schon bald drohte durch den Ausbruch des Zweiten Weltkriegs allerdings die Baueinstellung wegen akuter Materialknappheit und fehlender Arbeitskräfte. Das Vorhaben konnte nur fortsetzt werden, indem die Gemeinde anbot, die Unterkirche als Luftschutzkeller zu nutzen. Auf diese Weise wurde das Projekt als kriegswichtig eingestuft, sodass Material zugewiesen und Arbeiter bereitgestellt werden konnten. In diesem Zusammenhang entstand auch das angrenzende Pfarrhaus, da der Luftschutzraum jederzeit zugänglich sein musste und dafür rund um die Uhr eine verantwortliche Person vor Ort sein sollte.
Etwas später geriet der Bau erneut ins Stocken. Zudem verlangte die Wehrmacht, die Kirchtürme als Flakstellung nutzen zu können. Der Kirchenverwaltung sah sich gezwungen, dieser Forderung zuzustimmen und erreichte damit zumindest eine Unterstützung bei der Fertigstellung der Dächer. Im März 1942 wurden auf beiden Türmen jeweils ein 2-cm-Flak-Geschütz installiert. Wenig später war auch die Unterkirche vollendet und konnte nach der Weihe am 19. Juli 1942 als Gottesdienst- und Luftschutzraum genutzt werden. Das im Rohbau fertiggestellte Kirchenschiff diente dagegen bis zum Ende des Krieges als Lagerraum.
Bei den Luftangriffen auf Augsburg Ende Februar 1944 wurde auch St. Thaddäus von Stabbrandbomben getroffen. Die in Brand gesetzten Strohballen konnten jedoch schnell gelöscht werden. Da die Kirche der Heiligsten Dreifaltigkeit während dieser Angriffe schwere Schäden erlitt, wich deren Gemeinde für ihre Gottesdienste in die Unterkirche von St. Thaddäus aus. Außerdem fanden dort katholische Flüchtlinge aus verschiedenen Ländern Europas eine vorübergehende Unterkunft.

### Fertigstellung und Renovierung (seit 1946)
Nach Kriegsende ließ die Kirchenverwaltung 1947 die Bauarbeiten fortsetzen, sodass Bischof Joseph Kumpfmüller die Kirche am 17. Oktober 1948 weihen konnte. Im Jahr 1950 erfolgte die Erhebung der Expositur zur Stadtpfarrei. Anschließend wurde die Innenausstattung vervollständigt: 1951 kam eine neue Orgel hinzu und 1953 schloss man die Arbeiten an Taufbecken sowie Turmkapelle ab. Die Vollendung des Uhrturms im Jahr 1954 markierte den Abschluss der Gesamtbauarbeiten. 1956 erhielt der Glockenturm schließlich seine Glocken.
1966 entwarf der Künstler Toni Schneider-Manzell einen modernen Kreuzweg für die Kirche. 1977 folgte eine umfassende Außenrenovierung, bei der die Fassade und Teile des Daches instand gesetzt wurden. Zwischen 1981 und 1985 führte der Architekt Adolf Kreutzer gemeinsam mit den Künstlern Georg Bernhard und Erhard Hößle eine Innenrenovierung durch. In diesem Zuge erhielt die Apsis einen neuen Glasfensterzyklus.

## Architektur

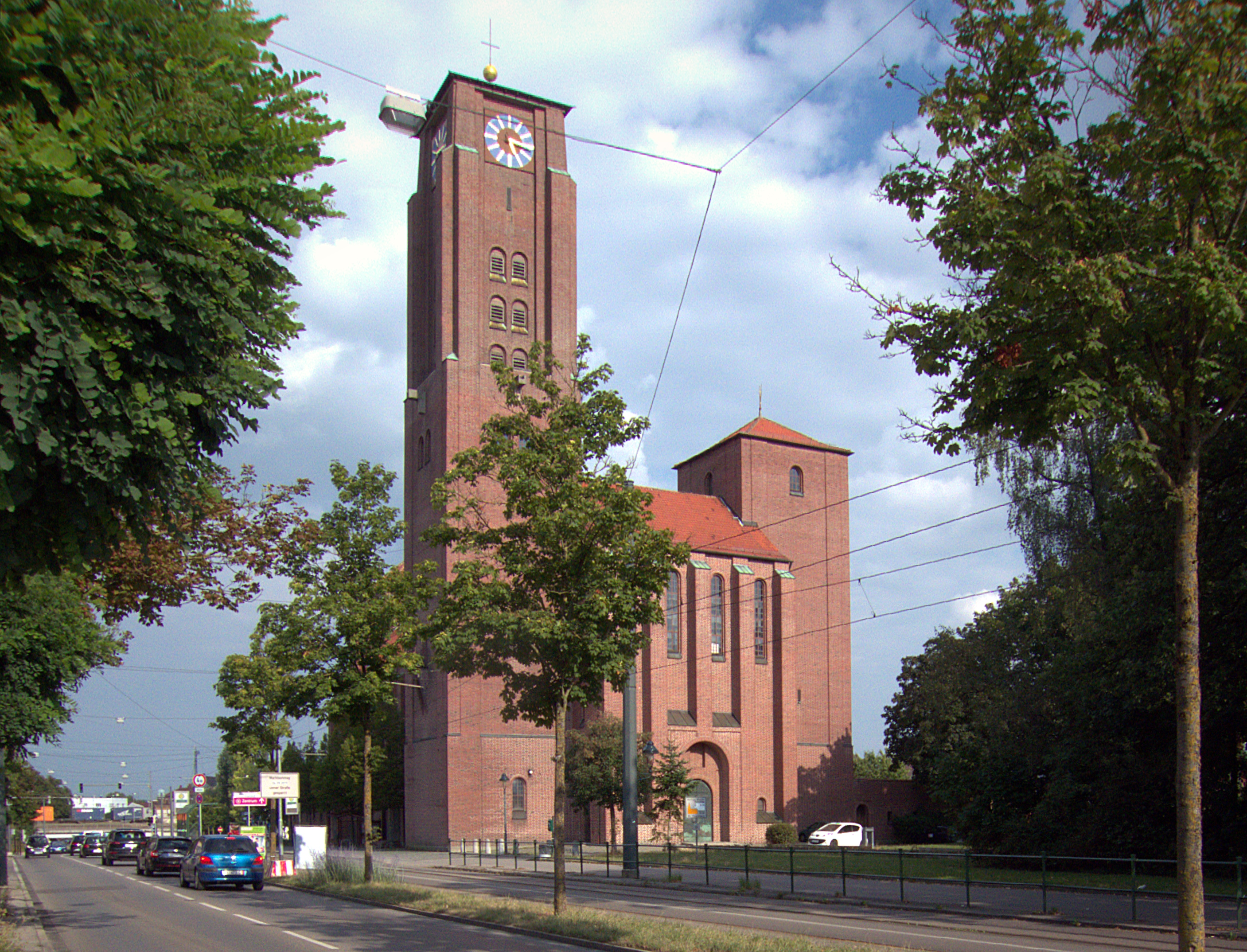
Ansicht der Westfassade mit den beiden Türmen

Die St. Thaddäuskirche ist eine nach Osten ausgerichtete Saalkirche mit neun Achsen. Im Westen erhebt sich ein Doppelturm, deren nördlicher Turm 45 Meter hoch ist und die Uhr sowie das Geläut beherbergt. Der südliche Turm ist mit 26 Metern deutlich niedriger ausgebildet und mit einem Wetterhahn bekrönt. Beide Türme besitzen ein Zeltdach. Im Osten schließt der Kirchenraum mit einem oktogonalen Chorraum ab, der sich turmartig über das Kirchenschiff erhebt. Dieser Chorraum bildet das architektonische Gegengewicht zu den Westtürmen und ist mit einem niedrigen Pyramidendach bedeckt.
Die schwierigen äußeren Umstände der Bauzeit spiegeln sich in der zurückhaltenden, aber wirkungsvollen Gestaltung der Kirche wider. Thomas Wechs setzte auf eine klare und einfache Formensprache. Strebepfeiler am Langhaus, am Uhrturm und an der Chorrotunde enden mit einem kupferbedeckten Kaffgesims. Diese Gestaltung sollte nicht nur einen Bezug zum Mittelalter herstellen, sondern auch eine zusätzliche Stützfunktion bieten, da aufgrund der Rohstoffknappheit kein Bewehrungsstahl für Stahlbeton zur Verfügung stand.
Die Außenwände sind als Klinkerfassade ausgeführt. Dabei wurden auch Klinkerfehlbrände eingestreut. Im Ergebnis zeigt sich die Fassade in einem mittleren Rot.

## Innenraum

### Vorraum
Beim Betreten der Kirche gelangt man zunächst in einen hohen Vorraum, der durch je ein Fenster auf der Süd- und Nordseite erhellt wird. Die Wände des Vorraums bestehen aus unverputztem Mauerwerk, das durch Lisenen gegliedert ist. An deren oberen Ende befinden sich Kapitelle, auf denen Rundbögen aufliegen. Dazwischen spannen sich flache Ziegelgewölbe, die dem Raum eine klare Struktur verleihen.

### Kirchenschiff und Chor

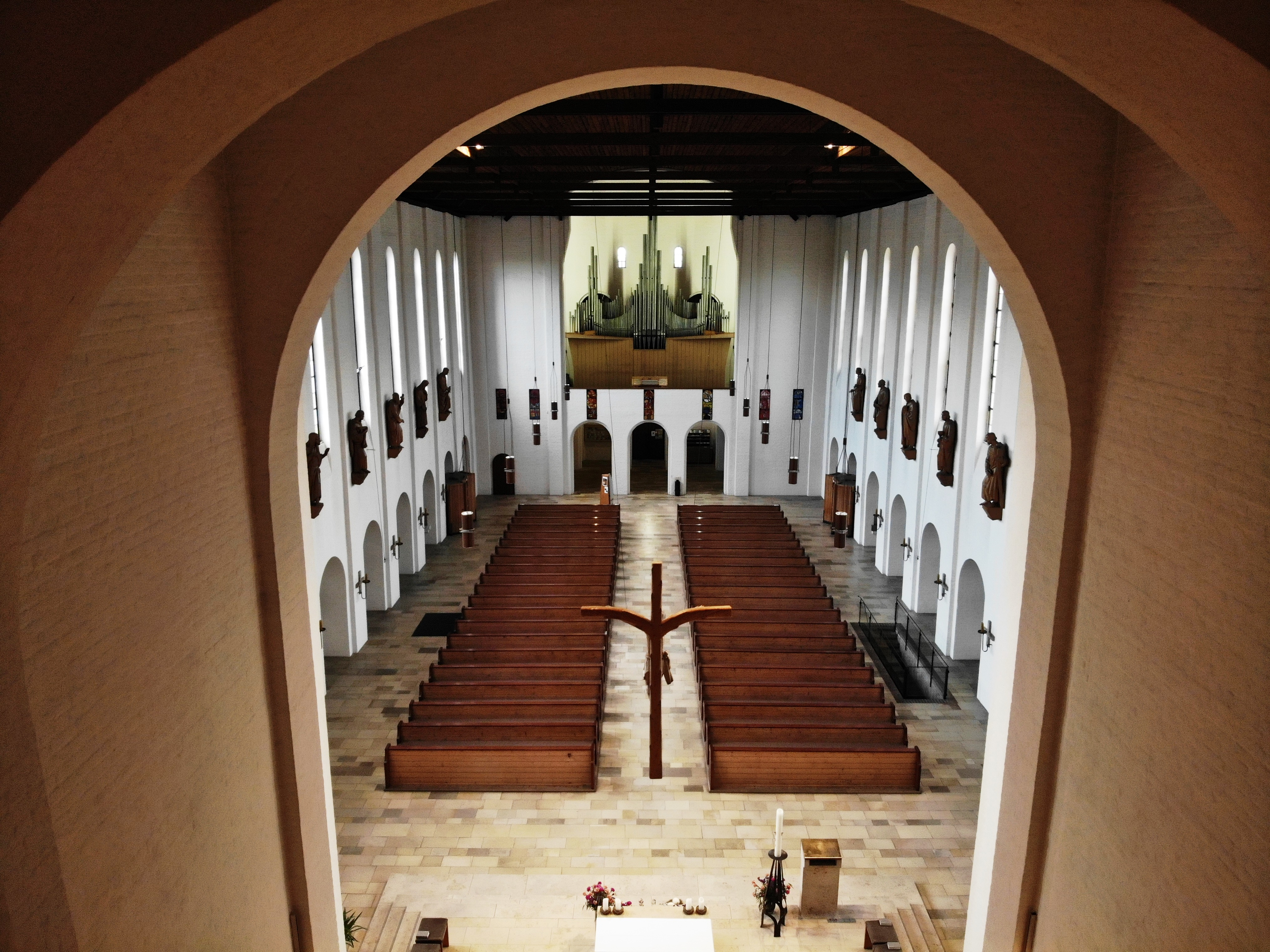
Blick vom Hochchor über das Kirchenschiff zur Orgel

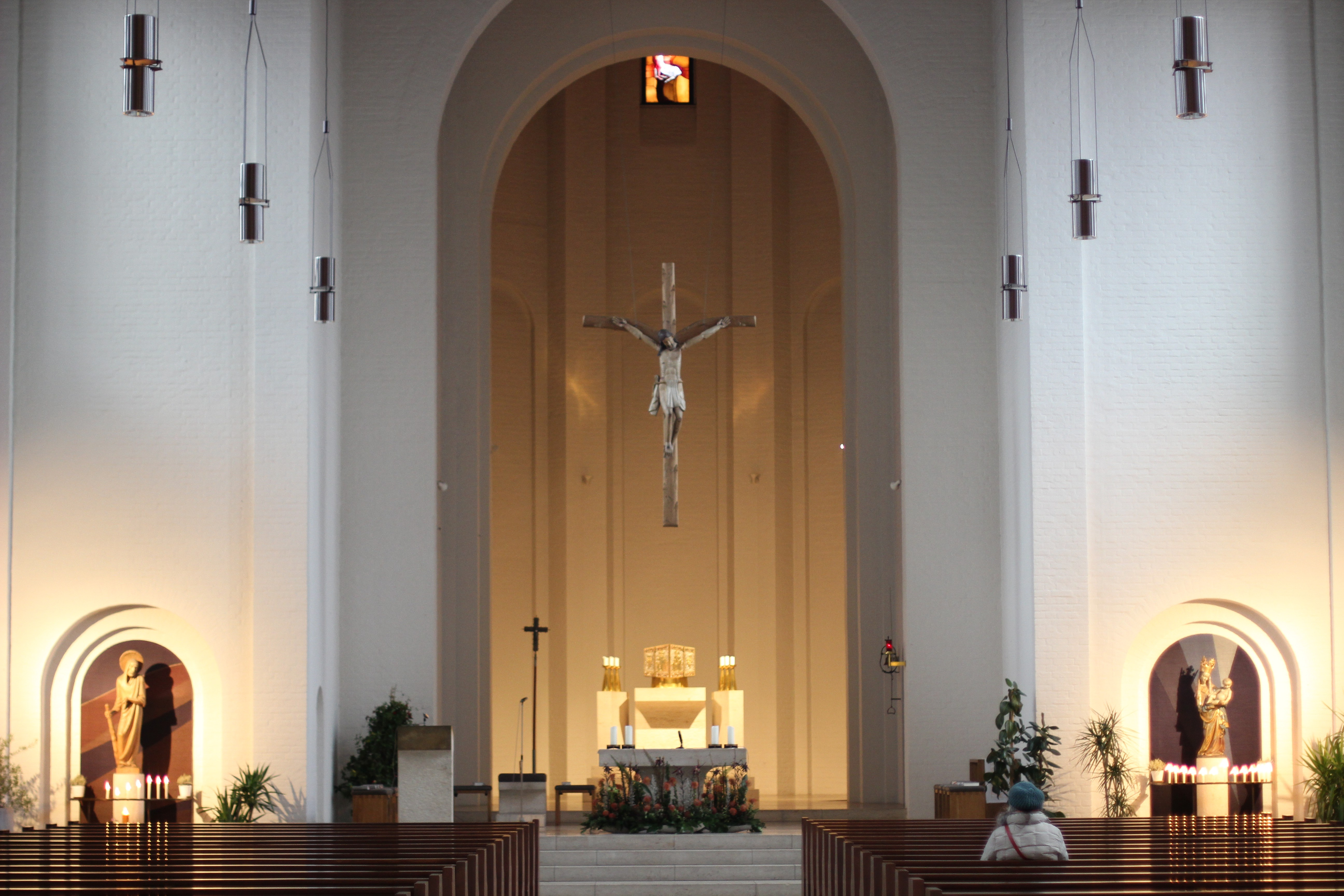
Innenansicht mit Blick zum Altarraum

An den Vorraum schließt sich hinter drei Rundbogenöffnungen das Kirchenschiff an. Der Innenraum ist als lichter Einheitsraum gestaltet und kommt ohne Säulen aus. Das Sichtmauerwerk ist in Weiß gehalten, wodurch der Raum hell und weit wirkt. Die großen Rundbogenfenster zwischen den äußeren Pfeilern lassen viel natürliches Licht in den Kirchenraum strömen. Die Pfeiler selbst sind außen angeordnet und zeichnen sich im Innenraum als Lisenen zwischen den Fenstern ab. Auf halber Höhe dieser Lisenen sind Apostelfiguren angebracht, die ursprünglich aus der Kirche St. Joseph stammen und 2015 hierher überführt wurden. Unter den Apostelfiguren verlaufen flache Arkaden, die in die Rundbogenfenster übergehen. In der östlichen Abschlusswand befinden sich beiderseits des Altarraumöffnung zwei weitere Arkaden, die die beiden Seitenaltäre aufnehmen.
Die Decke des Kirchenschiffs besteht aus schlichten Fichtenbrettern und gliedert sich in drei Teile. Der Mittelteil zwischen der Orgelempore und dem Altarraum ist konchenartig geformt, während sich links und rechts davon ebene Flächen befinden. In Längs- und Querrichtung unterteilen Holzbalken die Deckenansicht in rechteckige Felder. Bei der Innenrenovierung 1981 wurden 18 dieser ebenen Felder von Georg Bernhard mit dekorativen, ballartigen Ornamenten ausgemalt.
Der Kirchenboden ist mit Solnhofener Platten im römischen Verbund verlegt, was dem Raum eine solide und zugleich elegante Basis verleiht.
Am östlichen Ende des Schiffs öffnet sich der Blick auf den achteckigen Altarraum mit darüber schwebendem Hängekreuz, der durch zwei Rundbögen vom Kirchenschiff getrennt ist.

### Turmkapelle

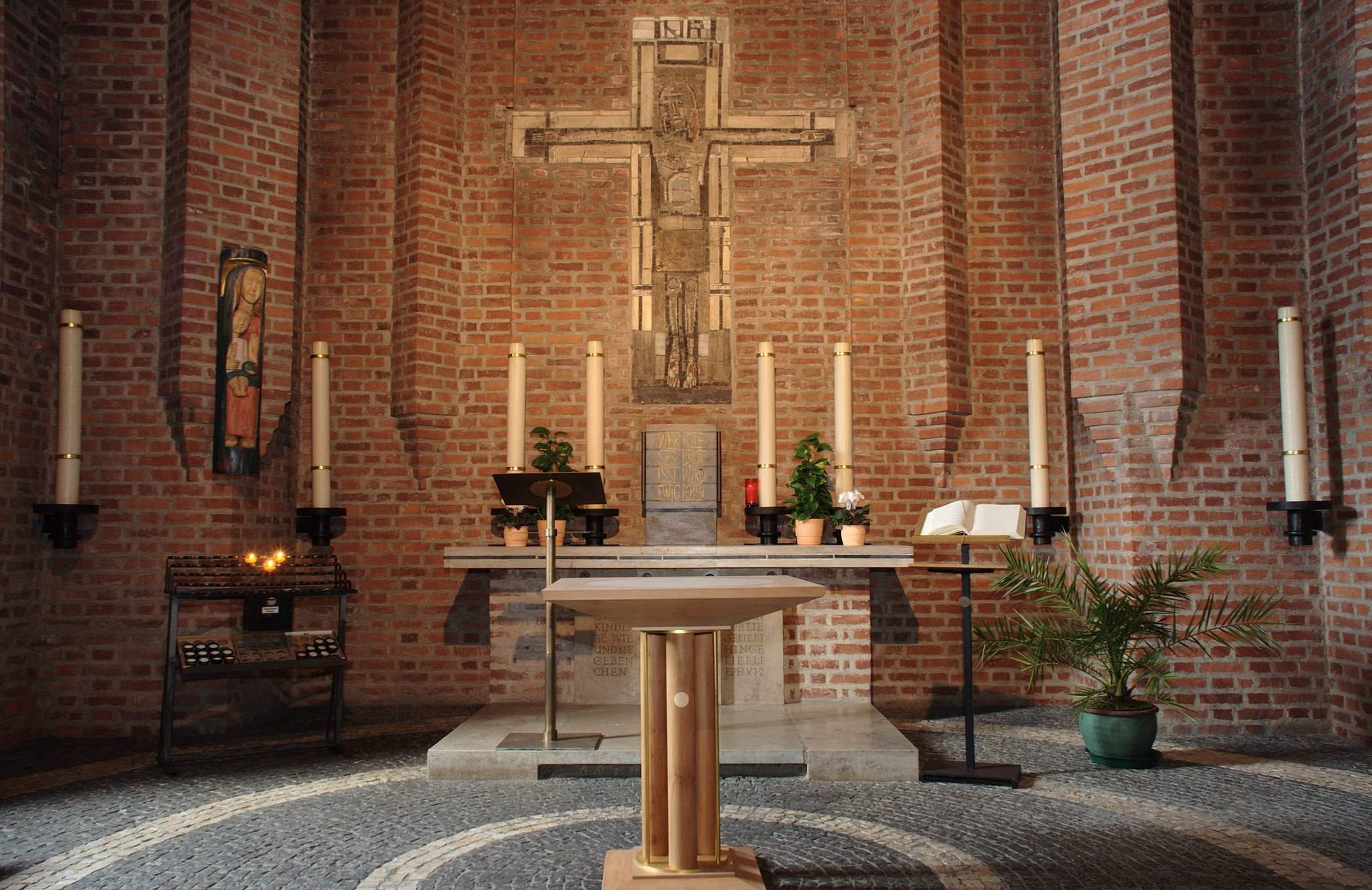
Turmkapelle

Hinter einer Glastür in der Vorhalle liegt die 1953 fertiggestellte Turmkapelle, deren achteckiger Grundriss sich an den Ecken durch pfeilerartige Mauervorsprünge abzeichnet. Diese gehen an der Decke in eine kuppelähnliche Wölbung über. Wände und Decke bestehen aus Sichtmauerwerk. Zwölf große Kerzen auf schwarzen Metallschalen sorgen für eine feierliche Atmosphäre. Tageslicht fällt durch vier kleine, farbig verglaste Rundbogenfenster in den Raum.
Den Boden bedeckt ein Mosaik aus dunklen Basaltsteinen, in das drei konzentrische Kreise aus hellem Jurakalk eingefügt sind. Über dem Altar ist ein Mosaik-Kruzifix von Elisabeth Hoffmann-Lacher in das Mauerwerk eingelassen. Dort steht außerdem ein massiver Tabernakel aus Stahl mit der Inschrift „Wer dieses Brot isst, wird ewig leben.“ Die Gestaltung der Schriftzüge auf den Tabernakeltüren und den Altarsteinplatten übernahm Lisa Beck aus der Pfarrei St. Thaddäus. Hinter drei abnehmbaren Marmorplatten am Altarsockel befindet sich eine Nische, die während der Karwoche zum Heiligen Grab umgestaltet wird.
In der Kapelle liegt das „Totenbuch der Pfarrei St.Thaddäus Augsburg-Neukriegshaber“, in dem alle Verstorbenen der Pfarrei seit der Gründung 1936 aufgelistet sind. Am 2. Mai 1999 wurde der neue Volksaltar geweiht. Ein Ambo folgte im Frühjahr 2001. Im Dezember 2001 konnte die Ausstattung durch eine geschnitzte Madonna von Schwester Bernardine Weber CJ aus München-Nymphenburg ergänzt werden. Da die Turmkapelle nicht beheizbar ist, finden nur im Sommerhalbjahr zwischen Ostern und Allerheiligen die Werktagsmessen hier statt.

### Unterkirche
Die Unterkirche der Pfarrkirche wurde 1942 geweiht und war zunächst sowohl Gottesdienstraum als auch Luftschutzkeller. Ihr Zentrum bildete ein kreisförmiger Chor mit einem Altar in der Mitte, umgeben von Rundbogenöffnungen, die zu angrenzenden Räumen führten. Im angrenzenden Hauptraum – als Langhaus angelegt – waren lange Holzbänke für die Gemeinde aufgestellt. Architektonisch prägen kräftige Pfeiler und Rundbögen unter einer gewölbten Decke das Bild, während die Wände aus Sichtmauerwerk bestehen.
Anfang der 1970er Jahre sah sich die Gemeinde einem wachsenden Platzbedarf gegenüber. Daher wurde die Unterkirche ab 1973 in zwei Bereiche geteilt: Der ehemalige Chor und die Seitenräume wurden durch eine neue Mauer vom Hauptraum abgetrennt und zum Versammlungs- und Jugendtreff umgestaltet. Diese Räume konnten 1974 eingeweiht werden. Der verbliebene längliche Hauptraum wurde durch den Architekt Adolf Kreutzer und den Künstler Georg Bernhard zum Gottesdienstraum umgestaltet und 1975 geweiht. Eine gemauerte Treppe führt seither vom linken Seitenschiff der Oberkirche hinab in den auch als „Werktagskirche“ bezeichneten Raum. Dort schaffen ein Teppichboden und eine grüne Bestuhlung einen Kontrast zum roten Ziegelmauerwerk. Rund 100 Personen finden hier Platz.
Das liturgische Zentrum bildet ein Altar mit einer Platte aus Eichenholz auf einem Stahlrahmen. Dahinter steht auf einem kleinen Sockel eine Christusfigur aus dem Jahr 1560. Ein aus Bergkristallen geschmücktes Standkreuz sowie ein schlichter Ambo, beide ebenfalls aus Stahl gefertigt, ergänzen die Ausstattung. Zwischen 2020 und 2024 erfolgte eine Renovierung, bei der auch eine Krypta-Orgel eingebaut wurde.

## Geläut
Die sechs Glocken wurden 1956 vom Glockengießermeister Friedrich Wilhelm Schilling in Heidelberg gegossen und am 14. Oktober desselben Jahres von Abt Johannes Ruhland OSB aus St. Stephan geweiht. Im Pfarrbrief zum Advent 1956 lobte Geistlicher Rat Vogg das neue Geläut für seine feierliche Klangfülle und die in seiner Melodie angelegten liturgischen Motive (u. a. Te Deum, Gloria, Präfation, Pater noster und Pange lingua). Die Gestaltung der Schriftbänder und Bildsymbole auf den Glocken übernahm Lisa Beck.
- Die St.-Ulrich-Glocke wiegt 2425 kg, hat eine Höhe und einen Durchmesser von 152 cm und ist auf den Ton c’ abgestimmt. Sie läutet an den Hochfesten und an sonstigen großen Feiertagen, wie zum Beispiel bei der Erstkommunion oder Firmung. Ihr Glockenbild zeigt den heiligen Ulrich zu Pferd, der um den Sieg bittet. Die Glockeninschrift lautet: „Streiter in Not, Helfer bei Gott, Bischof und Held, bitte für uns, St. Ulrich!“

- Die St.-Thaddäus-Glocke wiegt 1620 kg, hat eine Höhe und einen Durchmesser von 135 cm und ist auf den Ton d’ abgestimmt. Sie ist die Ruferin an Sonntagen und sonstigen Festtagen und läutet zu Hochzeiten. Ihr Glockenbild zeigt St. Thaddäus mit der Keule. Sie trägt die Inschrift: „Geliebte! Baut euch auf eurem hochheiligen Glauben auf und bewahret euch in der Liebe Gottes!“

- Die Muttergottes-Glocke wiegt 1050 kg, hat eine Höhe und einen Durchmesser von 112 cm und ist auf den Ton f’ abgestimmt. Sie trägt den Zusatznamen „Angelus-Glocke“ und erklingt beim täglichen 12-Uhr-Läuten sowie an Sonn- und Feiertagen zusammen mit den anderen „Festtagsglocken“. Das Glockenbild ist eine Schutzmantelmadonna. Ihre Inschrift lautet: „Maria, breit den Mantel aus …“ (1. Strophe).

- Die Papst-Pius-X-Glocke wiegt 725 kg, hat eine Höhe und einen Durchmesser von 100 cm und ist auf den Ton g’ abgestimmt. Sie ist dem einzigen heiliggesprochenen Papst des 20. Jahrhunderts geweiht. Er lebte von 1835 bis 1914 und wurde schon 1954 heiliggesprochen. Diese Glocke ruft zu den Werktagsmessen. Ihr Glockenbild zeigt Bibel und Kelch. Als Inschrift: „Ihr Erlösten, kommt zum heiligen Werke Christi!“

- Die Schutzengel-Glocke wiegt 600 kg, hat eine Höhe und einen Durchmesser von 95 cm und ist auf den Ton a’ abgestimmt. Als Taufglocke läutet sie zu jeder Taufe. Als Glockenbild zeigt sie Hirt und Herde. Ihre Inschrift lautet: „Mögen Hirt und Herde lebendige Glocken Gottes sein!“

- Die St.-Michael-Glocke wiegt 500 kg, hat eine Höhe und einen Durchmesser von 90 cm und ist auf den Ton b’ abgestimmt. Als „Armeseelenglocke“ läutet sie zum Requiem. Ihr Glockenbild zeigt eine Seelen-Waage. Die Glockeninschrift lautet: „St. Michael, Fürst der Engel, Schirmer der Kirche, geleite die Seelen der Toten in das hl. Licht Gottes!“

## Ausstattung

### Frühgotisches Hängekreuz

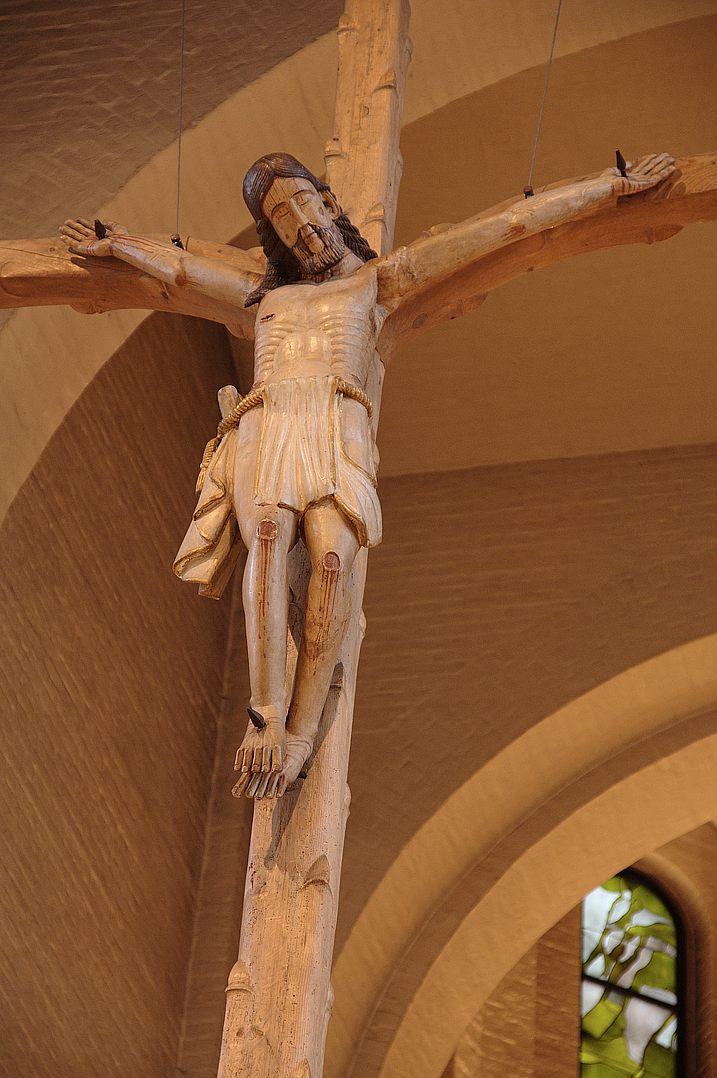
Kruzifix aus dem 14. Jahrhundert

Das Kruzifix aus dem 14. Jahrhundert weist spanische Gestaltungselemente auf und gilt als das wertvollste Kunstwerk des Gotteshauses. Es wurde 1982 aus der Privatsammlung von Dekan Georg Winterholler aus Dießen erworben und hängt seither über dem Altar.
Ursprünglich konnten die Arme der Christusfigur bewegt werden. Dies ermöglichte es, Christus am Karfreitag vom Kreuz abzunehmen und mit angelegten Armen in das Heilige Grab zu legen. Ein schriftlicher Beleg für eine solche Karfreitagsliturgie findet sich beispielsweise um 1489 im Benediktinerkloster Prüfening bei Regensburg.
Da der zugehörige Kreuzbalken schwarz und relativ klein war, erhielt das Kruzifix auf Anregung von Erhard Hößle im Jahr 1985 einen größeren, helleren Kreuzbaum. Diese Gestaltung folgt der frühgotischen Vorstellung vom Kreuz als „Lebensbaum“, aus dem immer neues Heil hervorgeht. Hergestellt wurde der Kreuzbaum von der Bildhauerin Sophia Hößle, der Tochter von Erhard Hößle. Sie wählte dafür Fichtenholz, das aus einem rund 400 Jahre alten Getreidespeicher stammt.

### Moderner Glasfensterzyklus
Der Künstler Georg Bernhard aus Kriegshaber schuf 1981 einen siebenteiligen Glasfensterzyklus, der die Apsis der St.-Thaddäus-Kirche maßgeblich aufwertet. Dank der fein abgestimmten Farbgebung der Fenster wird das einfallende Licht gedämpft, was dem Innenraum eine besinnliche Stimmung verleiht.
Die Fenstermotive von links nach rechts:
1. Fenster (Element Luft)
Eine Taube, Symbol des Friedens nach der Sintflut, fliegt vor tiefblauem Hintergrund. Dieses Blau steht für die Weite des Himmels und damit für das Element Luft
2. Fenster (Element Feuer)
Gesetzestafeln und Gottesauge verbinden sich mit dem brennenden Dornbusch aus der Mose-Erzählung und verweisen so auf das Feuer als Urkraft.
3. Fenster (Himmel und Erde)
Hier werden die irdische Vegetation und die Kräfte des Himmels künstlerisch zusammengeführt. So entsteht ein Bild von Himmel und Erde, die miteinander verbunden sind.
4. Fenster (Das Lamm im Himmlischen Jerusalem)
Dieses Motiv nimmt eine zentrale Stellung im Zyklus ein: Nach der Offenbarung des Johannes (vgl. Offb 21,2) kommt die heilige Stadt, das neue Jerusalem, vom Himmel herab. Rot- und Ockertöne bis hin zu dunklen Nuancen bilden einen starken Farbakzent. In der oberen Bildhälfte sind die vier Winde und die vier Paradiesströme (Pischon, Gihon, Tigris, Euphrat) angedeutet, die zugleich eine Anspielung auf die vier Evangelisten sind.
5. Fenster (Element Erde)
Ein Zitat aus dem Lukasevangelium (12,24 ) veranschaulicht hier das Vertrauen auf Gottes Fürsorge: Vögel, die weder säen noch ernten, werden dennoch ernährt. Das verweist auf das Element Erde und die Frage nach einer rechten Lebenshaltung.
6. Fenster (Element Wasser)
Hirschfiguren, die nach einer Quelle streben, verkörpern das Element Wasser. Dies greift Psalm 42 auf, wo sich die Seele nach Gott sehnt, so wie der Hirsch nach frischem Wasser.
7. Fenster (Zusammenschau der vier Elemente)
Im siebten Fenster vereinen sich die vier Elemente in einer dekorativen Gesamtdarstellung, die den Abschluss dieses farbintensiven Zyklus bildet.

### Holzfiguren
Bei der Innenrenovierung 1981 wurden die beiden Seitenaltäre entfernt und durch zwei Holzfiguren ersetzt, die jeweils auf einem Rundsockel aus hellem Jurastein stehen. In der Nische links vom Altar befindet sich die Figur des heiligen Apostels und Kirchenpatrons Judas Thaddäus, die 1937 von dem Bildhauer Karl Baur geschaffen wurde. In der rechten Altarnische steht eine Nachbildung der sogenannten Altenmarkter Madonna, die Maria mit dem unbekleideten Jesuskind auf dem Arm zeigt.

### Kreuzweg
Ein besonderer Blickfang in der Kirche ist der Kreuzweg aus zehn großformatigen Bronze-Relieftafeln. Sie wurden 1965/66 vom Bildhauer Toni Schneider-Manzell geschaffen und befinden sich in den Nischen der seitlichen Galeriebögen. Dieser Zyklus gilt als eine der bedeutendsten ikonographischen Bildfolgen, die nach dem Zweiten Weltkrieg für eine europäische Kirche entstanden sind. Folgende Stationen sind auf den Tafeln dargestellt:
1. Tafel
Jesus wird zum Tode verurteilt
Jesus nimmt das Kreuz auf seine Schultern
2. Tafel
Jesus fällt zum ersten Mal unter dem Kreuz
3. Tafel
Jesus begegnet seiner Mutter
4. Tafel
Simon von Cyrene hilft Jesus das Kreuz tragen
Veronika reicht Jesus das Schweißtuch
5. Tafel
Jesus fällt das zweite Mal unter dem Kreuz
Jesus begegnet den weinenden Frauen
6. Tafel
Jesus fällt zum dritten Mal unter dem Kreuz
7. Tafel
Jesus wird seiner Kleider beraubt
Jesus wird an das Kreuz genagelt
8. Tafel
Jesus stirbt am Kreuz
9. Tafel
Jesus wird vom Kreuz genommen und in den Schoß seiner Mutter gelegt
Der heilige Leichnam Jesu wird in das Grab gelegt
10. Tafel
Der Triumph des Ostermorgens

### Orgel
Ursprünglich hatte die 1951 von der Orgelbaufirma Zeilhuber aus Altstädten eingebaute Orgel 30 klingende Register, verteilt auf zwei Manuale und ein Pedal. Doch die alte Orgel erwies sich im Laufe der Zeit als störanfällig.
Auf Initiative von Jochen Capelle wurde daher 1980 zusammen mit Anton Göttler, dem Orgelsachverständigen der Diözese Augsburg, eine neue Disposition entwickelt, die die räumlichen Gegebenheiten der Kirche besser berücksichtigte. Nachdem 1981 die Innenrenovierung der Kirche abgeschlossen war, erfolgte der Ausbau der Orgel. Die beauftragte Orgelbaufirma Max Offner verband hierzu das noch brauchbare alte Material mit neu gefertigten Bauteilen und verbesserte den Klang unter anderem durch den spendenfinanzierten Einbau von vier Zungenregistern. Im Frühjahr 1984 wurde das gründlich erneuerte Instrument mit nun 44 klingenden Registern, verteilt auf drei Manuale und ein Pedal, neu geweiht.
Zwischen 1992 und 1993 wurde die Orgel von der aus Kaufbeuren stammenden Orgelbaufirma Schmid renoviert. Später übernahm die Orgelbaufirma Andreas Offner aus Kissing den Erhalt des Instruments und baute 2014 einen neuen Spieltisch ein.
Dank einer Spende von sehr gut erhaltenen Holz- und Metallpfeifen sowie einer Windlade mit Orgelmotor und weiteren finanziellen Spenden aus der Pfarrei konnte im Herbst 2015 die Idee einer Fernorgel im Hochchor der Pfarrkirche verwirklicht werden, die Orgelbaumeister Andreas Offner und Organist Werner Zuber gemeinsam entwickelten. Für die Intonation war Martin Geßner verantwortlich. Das Orgel-Fernwerk wurde im Dachboden des Pfarrhauses an der Südmauer der Apsis installiert; die Klangabstrahlung erfolgt durch ein Fenster, das der Architekt Thomas Wechs sen. schon beim Kirchenbau einsetzen ließ. So wird dieses Fernwerk wohl einmalig in Augsburg außerhalb des Kirchenraumes über eine Schallöffnung den Kirchenraum „zum Klingen bringen“.
2021 konnte Dank großzügiger Spenden für das Pedalwerk eine englische Contra-Bombarde 32′ durch Orgelbau Andreas Offner realisiert werden. Die Intonation erfolgte durch Lutger Wiemers.

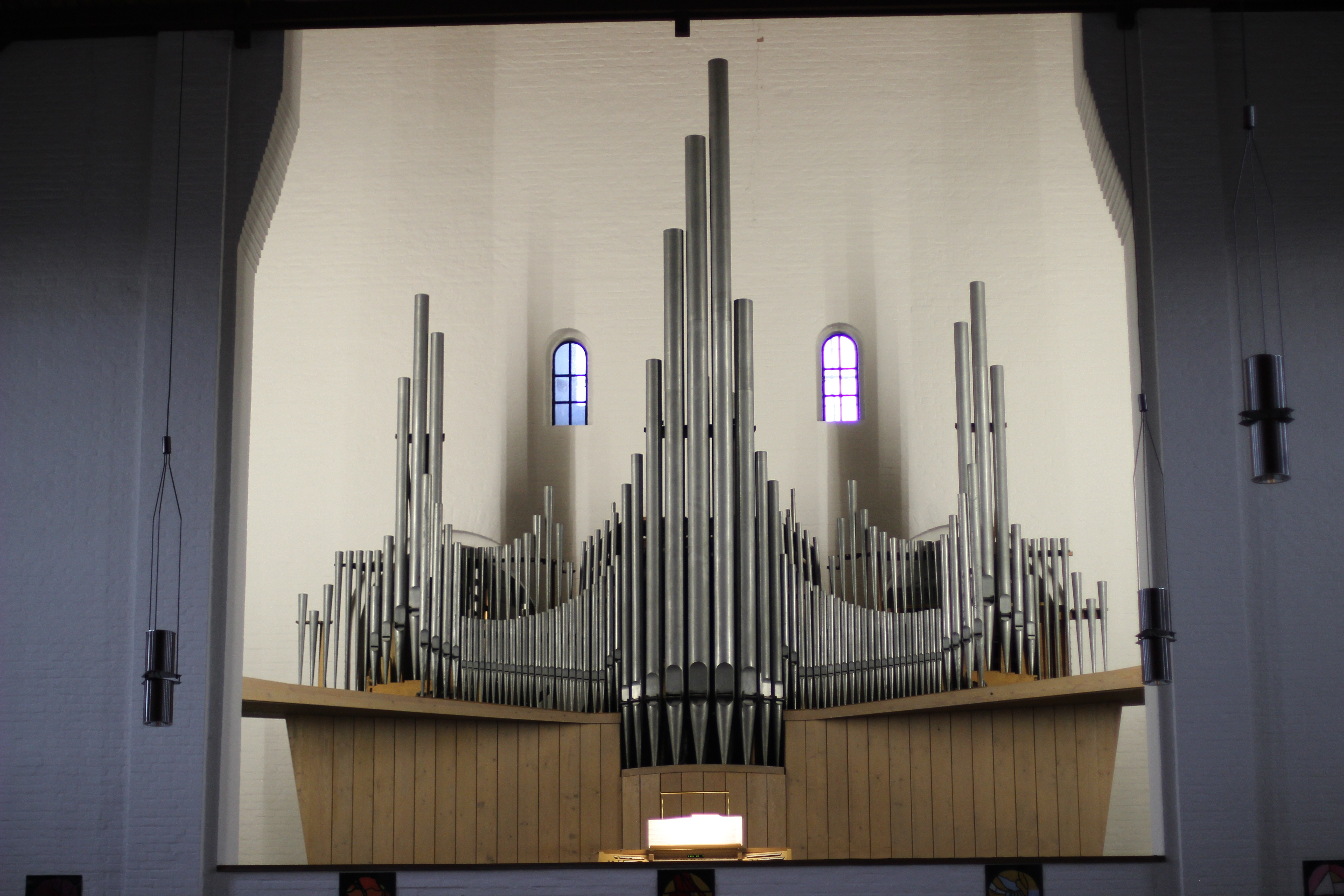
Freipfeifenprospekt
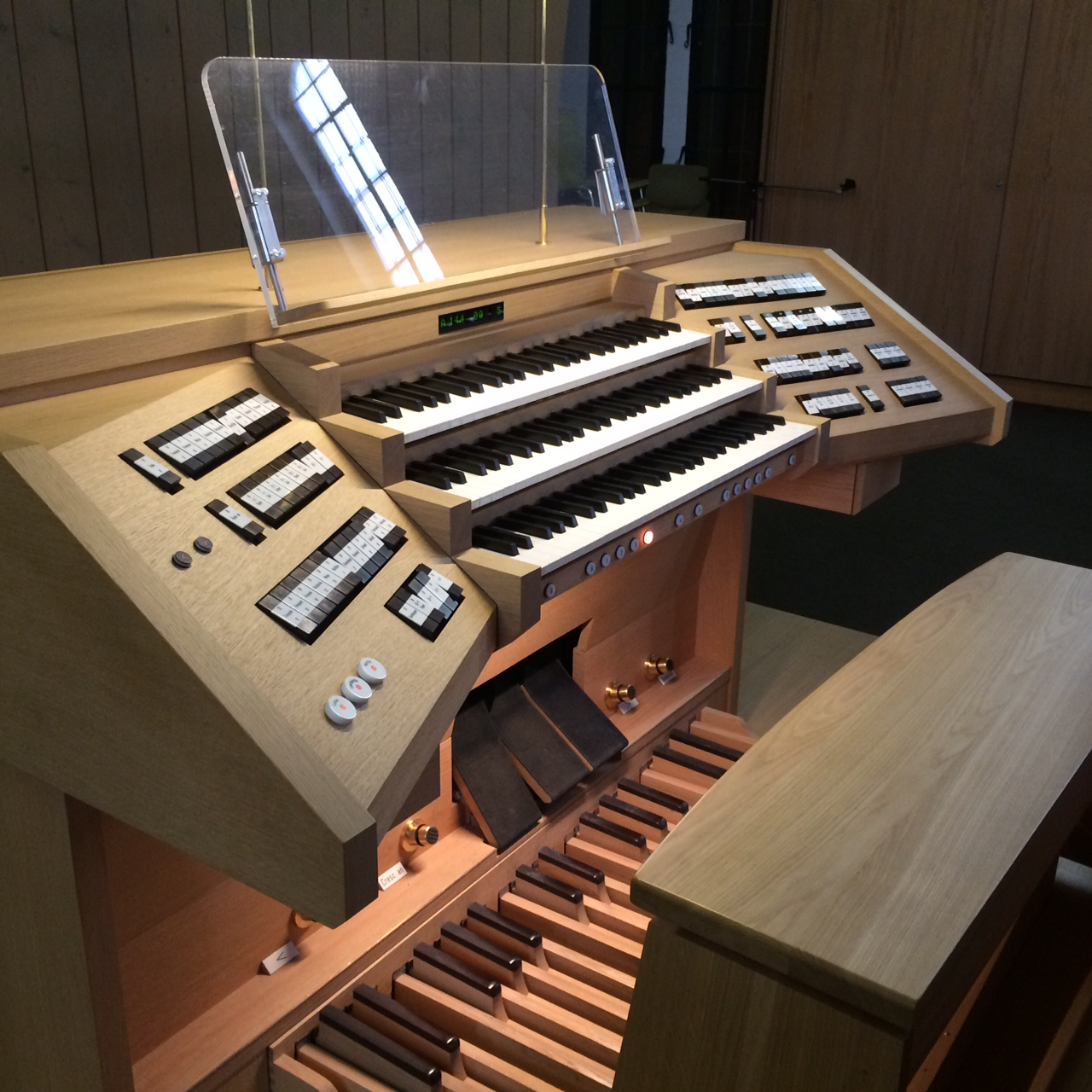
Spieltisch (2014)
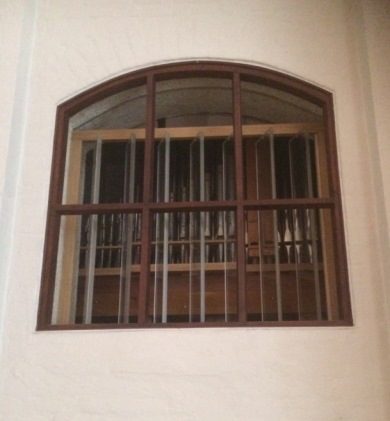
Fernwerk

Die heutige Thaddäusorgel verfügt über 52 Register, die auf drei Manuale und Pedal verteilt sind. Die Disposition lautet wie folgt:
| I Hauptwerk C–g3 |                |       |
| 1.               | Bourdon        | 16′   |
| 2.               | Principal      | 8′    |
| 3.               | Gedeckt        | 8′    |
| 4.               | Octave         | 4′    |
| 5.               | Querflöte      | 4′    |
| 6.               | Sesquialter II |       |
| 7.               | Doublette      | 2′    |
| 8.               | Mixtur V       | 1 ⁄3′ |
| 9.               | Trompete       | 16′   |
| 10.              | Trompete       | 8′    |
|                  | Tremulant      |       |

| II Positiv C–g3 |              |       |
| 11.             | Gedackt      | 8′    |
| 12.             | Viola        | 8′    |
| 13.             | Principal    | 4′    |
| 14.             | Spitzflöte   | 4′    |
| 15.             | Waldflöte    | 2′    |
| 16.             | Quinte       | 1 ⁄3′ |
| 17.             | Cymbel III   | 1⁄3′  |
| 18.             | Dulcian      | 16′   |
| 19.             | Rohrschalmey | 8′    |
|                 | Tremulant    |       |

| III Schwellwerk C–g3 |              |        |
| 20.                  | Principal    | 8′     |
| 21.                  | Rohrflöte    | 8′     |
| 22.                  | Gambe        | 8′     |
| 23.                  | Voix céleste | 8′     |
| 24.                  | Fugara       | 4′     |
| 25.                  | Zartflöte    | 4′     |
| 26.                  | Quinte       | 2 ⁄3′  |
| 27.                  | Flageolet    | 2′     |
| 28.                  | Terz         | 1 3⁄5′ |
| 29.                  | Piccolo      | 1′     |
| 30.                  | Plein Jeu IV | 1′     |
| 31.                  | Fagott       | 16′    |
| 32.                  | Oboe         | 8′     |
| 33.                  | Schalmey     | 4′     |
|                      | Tremulant    |        |

| Fernwerk C–g3 |            |    |
| 34.           | Holzbordun | 8′ |
| 35.           | Quintade   | 8′ |
| 36.           | Solo Gamba | 8′ |
| 37.           | Holzflöte  | 4′ |
| 38.           | Flautino   | 2′ |
| 39.           | Trompete   | 8′ |
| 40.           | Vox humana | 8′ |
|               | Tremulant  |    |

| Pedal (Hauptorgel) C–f1 |             |  |  |       |
| 41.                     | Untersatz   |  |  | 32′   |
| 42.                     | Contrabass  |  |  | 16′   |
| 43.                     | Subbass     |  |  | 16′   |
| 44.                     | Zartbass    |  |  | 16′   |
| 45.                     | Octavbass   |  |  | 8′    |
| 46.                     | Gedacktbass |  |  | 8′    |
| 47.                     | Bassflöte   |  |  | 4′    |
| 48.                     | Mixtur IV   |  |  | 2 ⁄3′ |
| 49.                     | Bombarde    |  |  | 32'   |
| 50.                     | Posaune     |  |  | 16′   |
| 51.                     | Trompete    |  |  | 16′   |
| 52.                     | Trompete    |  |  | 8′    |

- Koppeln:
  - Normalkoppeln: II/I, III/I, III/II, I/P, II/P, III/P
  - Suboktavkoppeln: I/I, II/I, II/II, III/I, III/II, III/III
  - Superoktavkoppeln: I/I, II/I, III/I, III/II, III/III, III/P
  - Fernwerk an I, II, III (als Schwellwerk im Dachboden/Apsis), Pedalquintkoppel
- Spielhilfen: Elektronische Setzeranlage mit 10000 Kombinationen, Campanelle (Glockenspiel) an I, II, III, Zimbelstern, Crescendotritt